# くらの
くらの（生年月日非公開 - ）は日本の漫画家。福岡県古賀市出身。

## 来歴と作風
2018年4月30日、LINEマンガ『ジーンLINE』において青春日本舞踊マンガ『さんさん桜』連載開始。
2018年11月14日、ジーンLINE連載分のうち前半をまとめた単行本『さんさん桜』1巻がKADOKAWAより発売。
2019年5月15日、くらの自身が作画を手がける、湊かなえの小説『ブロードキャスト』のコミカライズが『コミックジーン』6月号にて連載開始。
2019年10月26日、前記『ブロードキャスト』の単行本1巻がKADOKAWAより発売。
2020年7月1日、『子猫♂が待ってるので帰ります。』がマンガアプリ『Palcy』にて連載開始。
2020年12月17日、単行本『子猫♂が待ってるので帰ります。』1巻と『女装してオフ会に参加してみた。』1巻が講談社より同時発売。
2022年6月27日、『ポーカーフェイス女装男子と。』が電撃マオウ8月号（KADOKAWA）にて連載開始。
2022年11月26日、上記『ポーカーフェイス女装男子と。』の単行本1巻がKADOKAWAより発売。
2023年11月12日、『きょうのお昼はなんですか？』がコミックDAYS（講談社）にて連載開始。
2024年4月9日、上記『きょうのお昼はなんですか？』の単行本1巻が講談社より発売。

## 人物
前職ではIT企業の『HEROZ株式会社』に在籍しており

、同社がサービスを提供している将棋アプリ『将棋ウォーズ』のアバターや背景、エフェクトなどのイラストやデザインを手がけていた
。広報担当も兼務しており、将棋ウォーズ公式Twitter上でユーザーからのサポート対応の仕事も手がけていた。本名の南綾香、または愛称の「みなみん」名義で広報としてメディア対応を受けていた。。
ニコ生等で配信された将棋ウォーズ特番にも出演経験がある。

## 作品リスト

### 書籍
- 『さんさん桜』KADOKAWA〈ジーンLINE〉、既刊1巻[17]（2018年11月14日現在）
- 『ブロードキャスト』原作：湊かなえ、KADOKAWA〈MFコミックスジーンシリーズ〉、2019年 - 2020年、全2巻 - 作画を担当
- 『子猫♂が待ってるので帰ります。』講談社〈マガジンエッジKC〉、2020年 - 2021年、全3巻
- 『女装してオフ会に参加してみた。』講談社〈マガジンエッジKC〉、2020年 - 2022年、全5巻
- 『ポーカーフェイス女装男子と。』KADOKAWA〈電撃コミックスNEXT〉、2022年 - 2024年、全5巻
- 『きょうのお昼はなんですか？』講談社〈シリウスKC〉、2024年、全3巻

### ゲーム
- 将棋ウォーズ
- 香川愛生とふたりで将棋（シルバースタージャパン、2020年10月30日）[18]